# Station Andrésy
Station Andrésy is een van de twee spoorwegstations van de Franse gemeente Andrésy. Het ligt aan de Spoorlijn Paris-Saint-Lazare - Mantes-Station via Conflans-Sainte-Honorine, op kilometerpunt 29,353 van die lijn. Het station wordt aangedaan door treinen van Transilien lijn J tussen Paris Saint-Lazare en Mantes-la-Jolie over de noordoever van de Seine.
Het andere station in Andrésy is station Maurecourt.

## Vorig en volgend station
| Richting        | Vorig station         | Lijn    | Volgend station | Richting           |
| --------------- | --------------------- | ------- | --------------- | ------------------ |
| Mantes-la-Jolie | Chanteloup-les-Vignes | Trans J | Maurecourt      | Paris Saint-Lazare |